# Joint permanent
 (octobre 2016).
Si vous disposez d'ouvrages ou d'articles de référence ou si vous connaissez des sites web de qualité traitant du thème abordé ici, merci de compléter l'article en donnant les références utiles à sa vérifiabilité et en les liant à la section « Notes et références ».
Un joint permanent permet d’assurer l’étanchéité entre deux surfaces immobiles l’une par rapport à l’autre. Cette liaison ne peut être interrompue sans destruction de ce joint.

## Joint sec
Un joint sec est l’étanchéité entre deux pièces, seulement assurée par le parfait état des surfaces en contact. Néanmoins, pour des usages sévères (température et pression élevées, liquide corrosif) les déformations accentuent les légers défauts de planéité occasionnant des fuites. Très courants dans le domaine de l’automobile, ces problèmes d’étanchéité entre les différents carters, où un joint plat ne peut être utilisé, sont résolus par une légère couche d’une pâte spéciale étalée entre les surfaces avant serrage.

Selon le problème, différentes pâtes sont proposées dans le commerce : silicone, graphite.

Une astuce bien connue consiste à poser un fil de coton sur le pourtour du plan de joint et de l’enduire avec la pâte. Ce joint comblera les légers défauts de planéité.

## Lesfiletages
Le filetage, utilisé pour l'assemblage des tubes et des raccords avec les éléments du circuit, a été étudié pour permettre un ancrage efficace et le minimum de fuites. On peut les classer en deux catégories :
- Filetages à joint d'étanchéité dans le filet : cette étanchéité est obtenue par interposition, avant montage, d'un composé plastique dans le filet (pâte, bande), ou par écrasement de la crête du filet dans la fond du filet correspondant. Ce filetage est généralement conique.
- Filetages sans joint d'étanchéité dans le filet : ces filetages sont toujours cylindriques et servent uniquement à réaliser la liaison mécanique. L'étanchéité est assurée par un joint statique (joint plat, joint torique, etc.).

## Agents de liaison
Au niveau du joint, l’agent de liaison a un double rôle : assurer la liaison permanente et assurer l’étanchéité entre deux organes. C’est le domaine des soudures ou des colles :
- soudure au plomb, étain, bronze ou argent couramment utilisée dans les domaines de la plomberie et de la robinetterie pour l’assemblage de pièces métalliques ;
- colle pour tube PVC, elle durcit rapidement ;
- colle, le plus souvent synthétique, utilisée pour l’assemblage de deux corps de compositions différentes. Le secteur de l’automobile l’utilise aujourd’hui, presque exclusivement, pour le collage des pare-brise. Cette colle garde un peu de souplesse pour absorber les infimes déformations de la carrosserie.

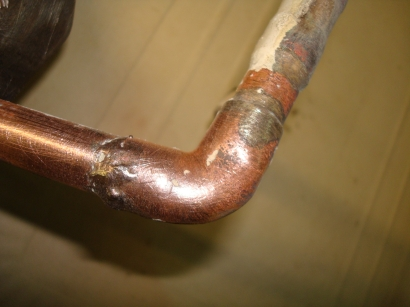
Joint par soudure
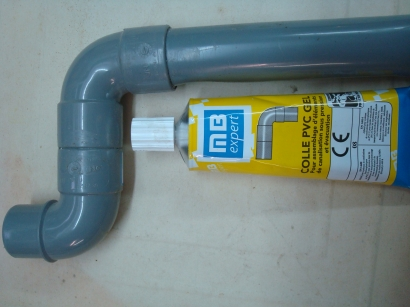
joint colle à PVC

## Joint detuyauterieetrobinetterie
Assure la liaison et l’étanchéité entre deux éléments de tuyauterie :
- liaison par bicône : l’étanchéité est assurée par le sertissage sur le tube d’un cône à double pente à la suite du serrage des deux parties filetées ;
- liaison par le filetage, l’étanchéité est assurée par :
  - filasse et pâte à joint,
  - pâte à joint spéciale qui durcit,
  - ruban Téflon enroulée sur le filetage,
  - Manchon souple reliant deux tubes et fixé par colliers ou manchon métallique à garniture caoutchouc vissé sur grosse tuyauterie.

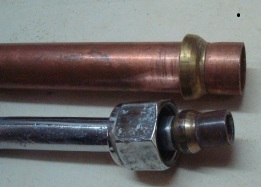
Joint par bicône
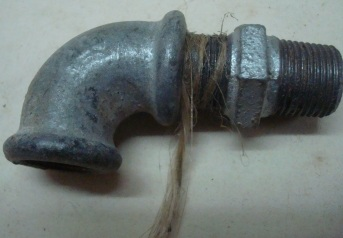
joint à la filasse
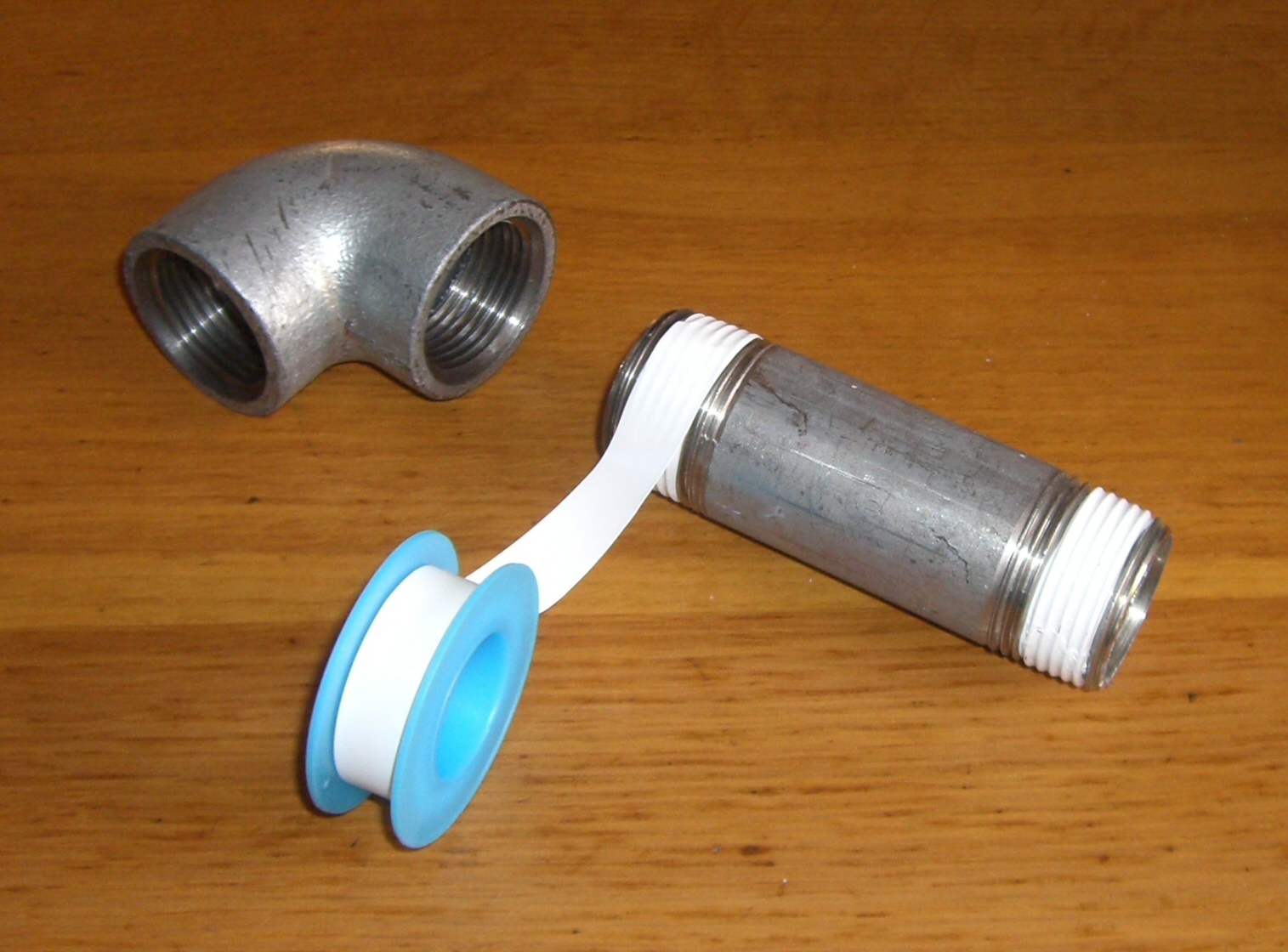
Joint bande de Téflon
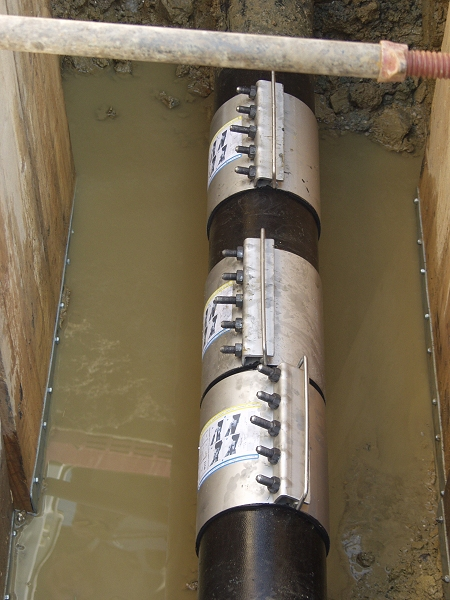
Joint par manchon

## Joint souple ou pâte à joint
C’est un joint permanent, qui reste souple à l’usage pour assurer plusieurs fonctions essentielles :
- le collage ;
- l’étanchéité ;
- l’isolation thermique (suppression du pont thermique) ;
- l’isolation phonique (absorption des vibrations) ;
- amortissement des chocs :
  - c’est le domaine de la vitrerie moderne, pour le montage des doubles vitrages (ce mastic existe sous forme de bandelette autocollante ou en cartouche),
  - c’est aussi le domaine plus large du bâtiment et des installations sanitaires (ex : joint de lavabo),
  - joint de bas de porte : joint linéaire à lèvre ou à brosse.

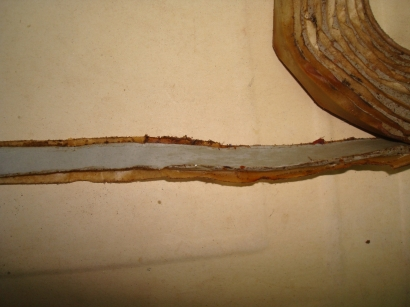
Joint bande autocollante
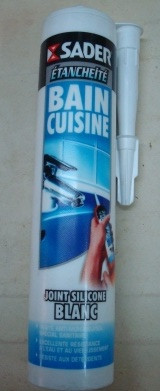
Pâte à joint
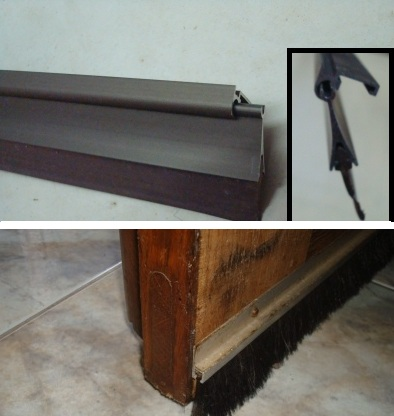
Joint racleur bas de porte